# جرالد ادلمن
جرالد ادلمن (انگلیسی: Gerald Edelman؛ ۱ ژوئیهٔ ۱۹۲۹ – ۱۷ مهٔ ۲۰۱۴) یک دانشمند در زمینه ایمنی‌شناسی و علوم اعصاب اهل ایالات متحده آمریکا بود.
وی همچنین برنده جوایزی همچون جایزه نوبل فیزیولوژی و پزشکی شده است.